# Table de Mahoney (algèbre booléenne)
Une Table de Mahoney est une méthode de simplification d'équations d'algèbre booléenne à partir d'une table de vérité. Cette méthode s'apparente à celle de la Table de Karnaugh.

## Applications
Cette méthode peut servir à la conception de machine à états finis, ainsi qu'à celle de circuits intégrés[pas clair].

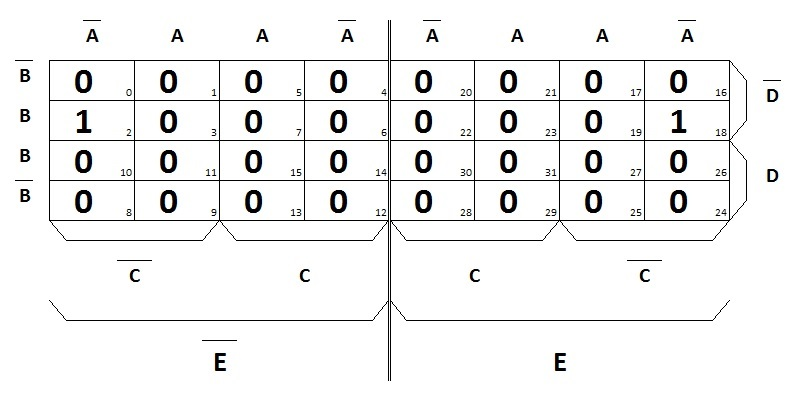
Table de Mahoney à cinq variables